# 维尼亚
维尼亚（法語：Vignats，法語發音：[viɲa] ⓘ）是法国卡尔瓦多斯省的一个市镇，属于卡昂区。

## 地理
维尼亚（48°51'16"N, 0°6'13"W）面积8.8 平方千米，位于法国诺曼底大区卡爾瓦多斯省，该省份为法国西北部沿海省份，北濒大西洋英吉利海峡，东北与滨海塞纳省以海上边界相接，东临厄尔省，南至奧恩省，西与芒什省接壤。
与维尼亚接壤的市镇（或旧市镇、城区）包括：富尔什、拉奥盖特、佩尔特维尔内尔、布里约、梅里、内西。

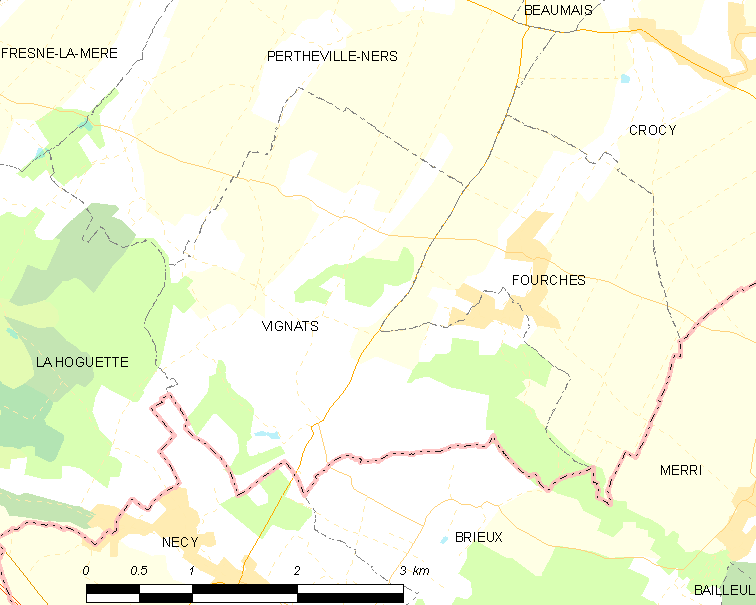
维尼亚的OSM定位图

维尼亚的时区为UTC+01:00、UTC+02:00（夏令时）。

## 行政
维尼亚的邮政编码为14700，INSEE市镇编码为14751。

## 政治
维尼亚所属的省级选区为法莱斯县。

## 人口

1962-2008年间维尼亚人口变化图示

维尼亚于2022年1月1日时的人口数量为285人。